# Čechova kohomologie
Čechova kohomologie je pojem z matematiky, přesněji z algebraické topologie. Používá se však také v matematické teoretické fyzice, globální analýze a diferenciální topologii a geometrii.

## Definice
Nechť {\displaystyle X} je topologický prostor, {\displaystyle {\mathcal {U}}=(U_{j})_{j\in J}} otevřené pokrytí {\displaystyle X}, {\displaystyle {\mathcal {F}}} je svazek abelovských grup nad {\displaystyle X} a {\displaystyle i} je libovolné nezáporné celé číslo.
Definujme {\displaystyle C^{i}(X,{\mathcal {F}})=\prod _{(j_{0},\ldots ,j_{i})\in J^{i}}{\mathcal {F}}(U_{j_{0}}\cap \ldots \cap U_{j_{i}}).} Sčítání definujeme po složkách, tj. {\displaystyle (f_{0}^{a},\ldots ,f_{i}^{a})+(f_{0}^{b},\ldots ,f_{i}^{b})=(f_{0}^{a}+f_{0}^{b},\ldots ,f_{i}^{a}+f_{i}^{b}).}
S touto operací je {\displaystyle C^{i}(X,{\mathcal {F}})} abelovská grupa. Pokud a je element {\displaystyle {\mathcal {F}}(U_{j_{0}}\cap \ldots \cap U_{j_{i}})} pro nějaké {\displaystyle (j_{0},\ldots ,j_{i})\in J^{i+1}}, označíme tento fakt na symbolické úrovni pomocí {\displaystyle a=a_{j_{0}\ldots j_{i}}.} (Nejedná se o definici konkrétního prvku.)
Definujme homomorfismus {\displaystyle \delta ^{i}:C^{i}(X,{\mathcal {F}})\to C^{i+1}(X,{\mathcal {F}})} předpisem
{\displaystyle \delta ^{i}(a)=\sum _{j=0}^{i+1}(-1)^{j}a_{(i_{0}\ldots {\hat {i_{j}}}\ldots i_{i+1})}.} Lze ověřit, že {\displaystyle \delta ^{i+1}\delta ^{i}=0}, tj. že {\displaystyle \delta ^{i}} je tzv. kořetězcové zobrazení (komplexů abelovských grup) popřípadě tzv. gradovaný diferenciál.
Pak {\displaystyle i}-tá Čechova kohomologická grupa {\displaystyle {\check {H}}^{i}(X,{\mathcal {F}})} pro {\displaystyle X}, {\displaystyle {\mathcal {U}}} a
{\displaystyle {\mathcal {F}}} je faktorgrupa
{\displaystyle {\frac {{\mbox{Ker}}(\delta ^{i})}{{\mbox{Im}}(\delta ^{i-1})}}.}
Definice má smysl, neboť {\displaystyle {\mbox{Im}}(\delta ^{i-1})\subseteq {\mbox{Ker}}(\delta ^{i}),} jak plyne z
{\displaystyle \delta ^{i}\delta ^{i-1}=0.}
Navíc, jelikož je {\displaystyle C^{i}(X,{\mathcal {F}})} abelovská, je její každá podgrupa normální, a proto je i podíl grupou, a to grupou abelovskou.

## Terminologie
- Elementy {\displaystyle C^{i}(X,{\mathcal {F}})} se nazývají kořetězce.
- Homomorfismus {\displaystyle \delta ^{i}} se nazývá Čechův kodiferenciál.
- Elementy z {\displaystyle {\mbox{Ker}}(\delta ^{i})} nazýváme kocykly.
- Elementy z {\displaystyle {\mbox{Im}}(\delta ^{i-1})} nazýváme kohranice.

Předpona „ko“ se dodává zejména z toho důvodu, že diferenciál zobrazuje {\displaystyle C^{i}(X,{\mathcal {F}})\to C^{i+1}(X,{\mathcal {F}})} . (V případě „opačného směru“ by se předpona „ko“ vynechávala.)
Čechovy kohomologické grupy definoval český matematik Eduard Čech. Na jeho počest se v jejich označení písmenem H objevuje háček – Ȟ.

## Vlastnosti
Pokud X je parakompaktní, lze ukázat, že Čechova kohomologická grupa nezávisí na výběru pokrytí {\displaystyle {\mathcal {U}}.}
O tom, jak Čechovu kohomologii v některých případech počítat, nás informuje tzv. Lerayova věta o dobrém pokrytí pro Čechovu kohomologii.
Tzv. de Rhamova věta dává do souvislosti Čechovu kohomologickou grupu a de Rhamovu grupu kompaktní diferencovatelné variety. Tato věta zní:
Nechť {\displaystyle X} je kompaktní diferencovatelná varieta a {\displaystyle {\mathcal {R}}} je svazek lokálně konstantních reálných funkcí na {\displaystyle X}. Pak existuje izomorfismus abelovských grup {\displaystyle H_{dR}^{i}(X,\mathbb {R} )} a {\displaystyle {\check {H}}^{i}(X,{\mathcal {R}})}.
Zatímco de Rhamova kohomologická grupa dle definice zachycuje informaci o uzavřených diferencovatelných formách, které nejsou exaktní, a tak se do jisté míry vyjadřuje k řešení lineárních parciálních diferenciálních rovnic na hladkých varietách, Čechova kohomologie se na základě své definice zdá spíše objektem kombinatorického rázu, a proto je de Rhamova věta pokládána za překvapivé tvrzení.